# AAV De Volewijckers
L'Amsterdamsche Voetbal Vereniging De Volewijckers fou un club de futbol neerlandès de la ciutat d'Amsterdam.

## Història
El club va ser fundat el dia 1 de novembre de 1920. El 1942 es proclamà campió nacional, el seu major èxit. El 1954 esdevingué professional i jugà a l'Eredivisie entre 1961 i 1963. El 1974 es fusinà amb Blauw Wit i DWS per formar el FC Amsterdam. De Volewijckers continuà com a club amateur, fins que el 2013 es fusionà amb DWV per formar DVC Buiksloot.

## Palmarès
- Lliga neerlandesa de futbol: 
  - 1942